# ۱۸۰۲
۱۸۰۲ (میلادی) هزار و هشتصد و دومین سال تقویم میلادی است.

## زادگان
- نیلس هنریک آبل ریاضیدان نروژی، از پایه‌گذاران جبر مدرن
- یانوش بویویی ریاضیدان مجار-رومانیایی و از بنیانگذاران هندسهٔ نااقلیدسی
- شهاب‌الدین آلوسی فقیه شافعی و مفسر عراقی
- ۲ مه – هاینریش گوستاو ماگنوس، فیزیک‌دان و شیمی‌دان آلمانی (د. ۱۸۷۰)
- ۲۴ ژوئیه – الکساندر دوما (پدر)، نویسنده فرانسوی (د. ۱۸۷۰)
- ۵ اوت – نیلس هنریک آبل، ریاضی‌دان نروژی (د. ۱۸۲۹)
- ۱۹ سپتامبر – لایوس کوشوت، اقتصاددان اهل مجارستان (د. ۱۸۹۴)
- ۱۹ نوامبر – سولومون فوت، سیاست‌مدار و وکیل آمریکایی (د. ۱۸۶۶)
- ۱۵ دسامبر – یانوش بویویی، ریاضی‌دان اهل مجارستان (د. ۱۸۶۰)

## درگذشتگان
- ۱۰ اوت – فرانتس آپینوس، فیزیک‌دان و ریاضی‌دان آلمانی (ز. ۱۷۲۴)
- ۲۶ سپتامبر – یوری وگا، ریاضی‌دان و فیزیک‌دان اتریشی (ز. ۱۷۵۴)
- ۲۲ مه – مارتا واشینگتن، سیاست‌مدار آمریکایی (ز. ۱۷۳۱)